# 切萨诺马代尔诺

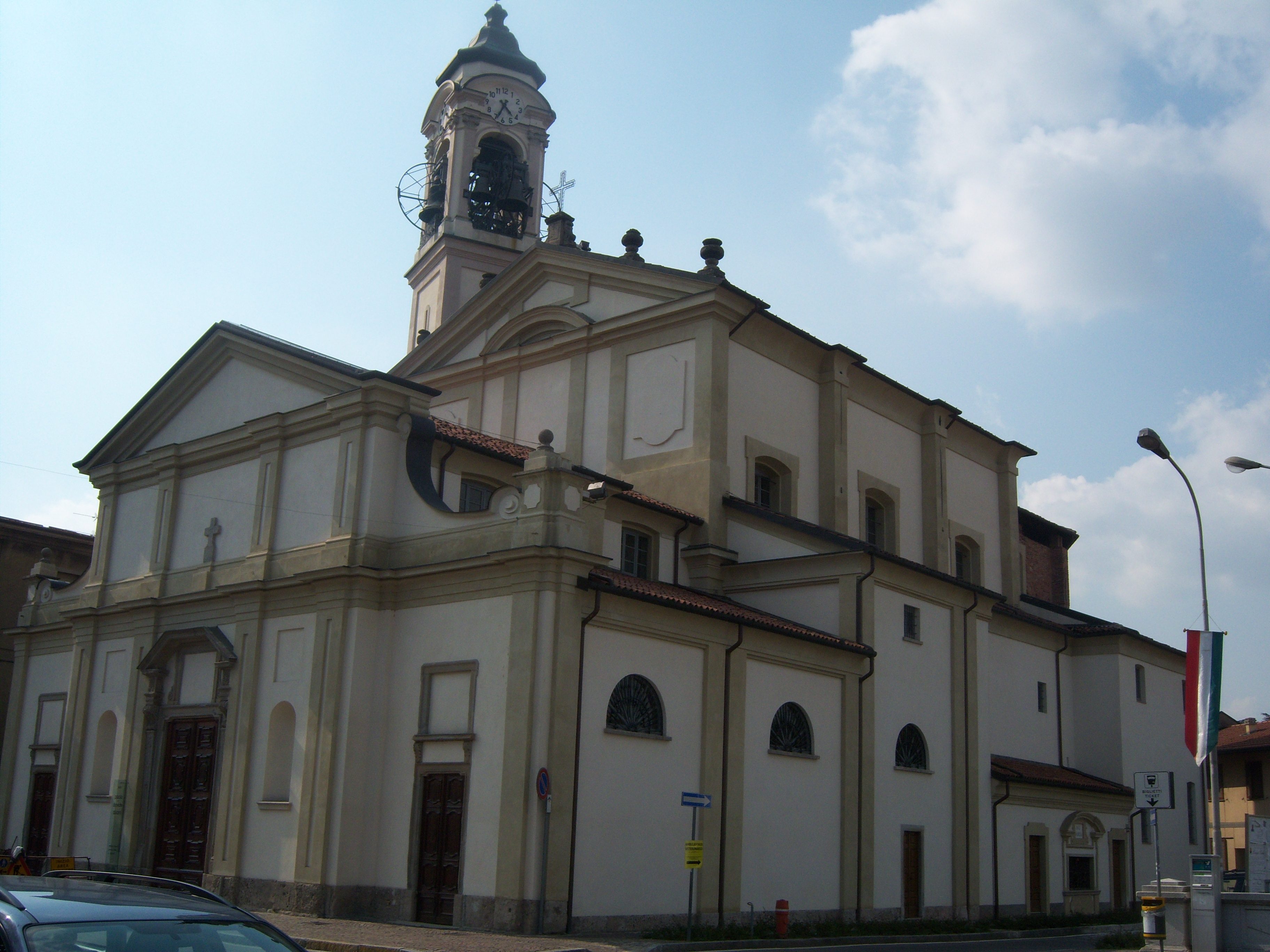
教堂

切萨诺马代尔诺（義大利語：Cesano Maderno）是意大利伦巴第大区蒙扎和布里安扎省的市镇，面积11平方公里，人口35,312人（2006年）。

## 友好城市
- 法國瓦朗赛
- 乌克兰切爾諾夫策
- 義大利坎波马焦雷